# Tamna
Tamna (hangul: 탐라; hanča: 耽羅) bylo starobylé drobné království na ostrově Čedžu. Datum jeho vzniku je neznámé. Zaniklo roku 1404, kdy bylo připojeno ke korejskému království Čoson. V té době již nebylo skutečným královstvím (monarchií), již předtím bylo autonomním administrativním regionem, které bylo podřízeno královstvím na Korejském poloostrově.

## Dějiny
Ostrov je osídlen odnepaměti, z 1. století n. l. pocházejí archeologické doklady o obchodu s Čínou a Japonskem období Jajoi. Posléze království Tamna postupně vstupovalo do vazalských vztahů s různými korejskými státy – v roce 476 s Pekče, posléze se Sillou, v roce 938 bylo podrobeno dynastií Korjo a oficiálně anektováno roku 1105. Stále se však těšilo určité autonomii, než ji král Tchedžong z dynastie Čoson roku 1404 definitivně ukončil a Čedžu pevně připojil ke svému království.